# Comuna Liubomîrka, Bârzula
Liubomîrka (în ucraineană Любомирка) este o comună în raionul Bârzula, regiunea Odesa, Ucraina, formată din satele Liubomîrka (reședința) și Murovana.

## Demografie
Componența lingvistică a comunei Liubomîrka
     Ucraineană (91,44%)
     Rusă (5,38%)
     Română (2,87%)
     Alte limbi (0,06%)
Conform recensământului din 2001, majoritatea populației comunei Liubomîrka era vorbitoare de ucraineană (91,44%), existând în minoritate și vorbitori de rusă (5,38%) și română (2,87%).